# Pardosa hortensis
Pardosa hortensis là một loài nhện trong họ Lycosidae. Chúng phân bố ở miền Cổ bắc.